# Madonnina
Madonnina, znana też jako Matka Boża z ulicy – obraz Roberta Ferruzziego (1854–1934), który wygrał drugie Biennale w Wenecji w 1897. Choć obraz pierwotnie nie był malowany jako wizerunek religijny, szybko został spopularyzowany jako przedstawienie Maryi oraz jej Syna.
Oryginał obrazu został pokazany po raz pierwszy w Wenecji w 1897. John George Alexander Leishman, milioner oraz dyplomata (zm. 1924 we Francji) zakupił obraz, ale bez praw do reprodukcji. Jest ostatnim znanym właścicielem. Obecna lokalizacja obrazu jest nieznana.
Obraz jest bardzo popularny wśród katolików. Jego kopie znajdują się na obrazkach i obrazach, dostępne w masowej sprzedaży.